# Roxy Petrucci
Roxy Dora Petrucci (Rochester, 17 marzo 1962) è una batterista statunitense, membro di Madam X e Vixen.

## Biografia
La prima esperienza musicale di Roxy fu insieme alla sorella Maxine Petrucci, come batterista presso i Pantagruel, che lasciò per entrare nei Madam X, sempre insieme alla sorella. Nel 1986 decise di abbandonare il gruppo per unirsi alla rock band tutta al femminile delle Vixen, dove rimarrà fino al 1991. Dopo sei anni di stacco, ritornerà a far parte della band con la riunione del 1997, portando con sé anche la sorella Maxine. La riunione terminò però presto e, quando Jan Kuehnemund riformò nuovamente le Vixen nel 2005, Roxy non venne invitata. Nel 2012 Roxy si riunisce definitivamente alle Vixen, mentre nel 2014 riforma i Madam X con la sorella Maxine.

## Discografia

### Madam X
- We Reserve the Right (1984)
- Monstrocity (2017)

### Vixen
- Vixen (1988)
- Rev It Up (1990)
- Tangerine (1998)

### Maxine Petrucci
- Titania (2006)